# Мокин
Мокин (порт. Mouquim) — населённый пункт и район в Португалии, входит в округ Брага.
Является составной частью муниципалитета Вила-Нова-де-Фамаликан. Находится в составе крупной городской агломерации Большое Минью. По старому административному делению входил в провинцию Минью. Входит в экономико-статистический субрегион Аве, который входит в Северный регион.
Население составляет 1403 человека на 2001 год. Занимает площадь 4,13 км².